# بومة رمادية

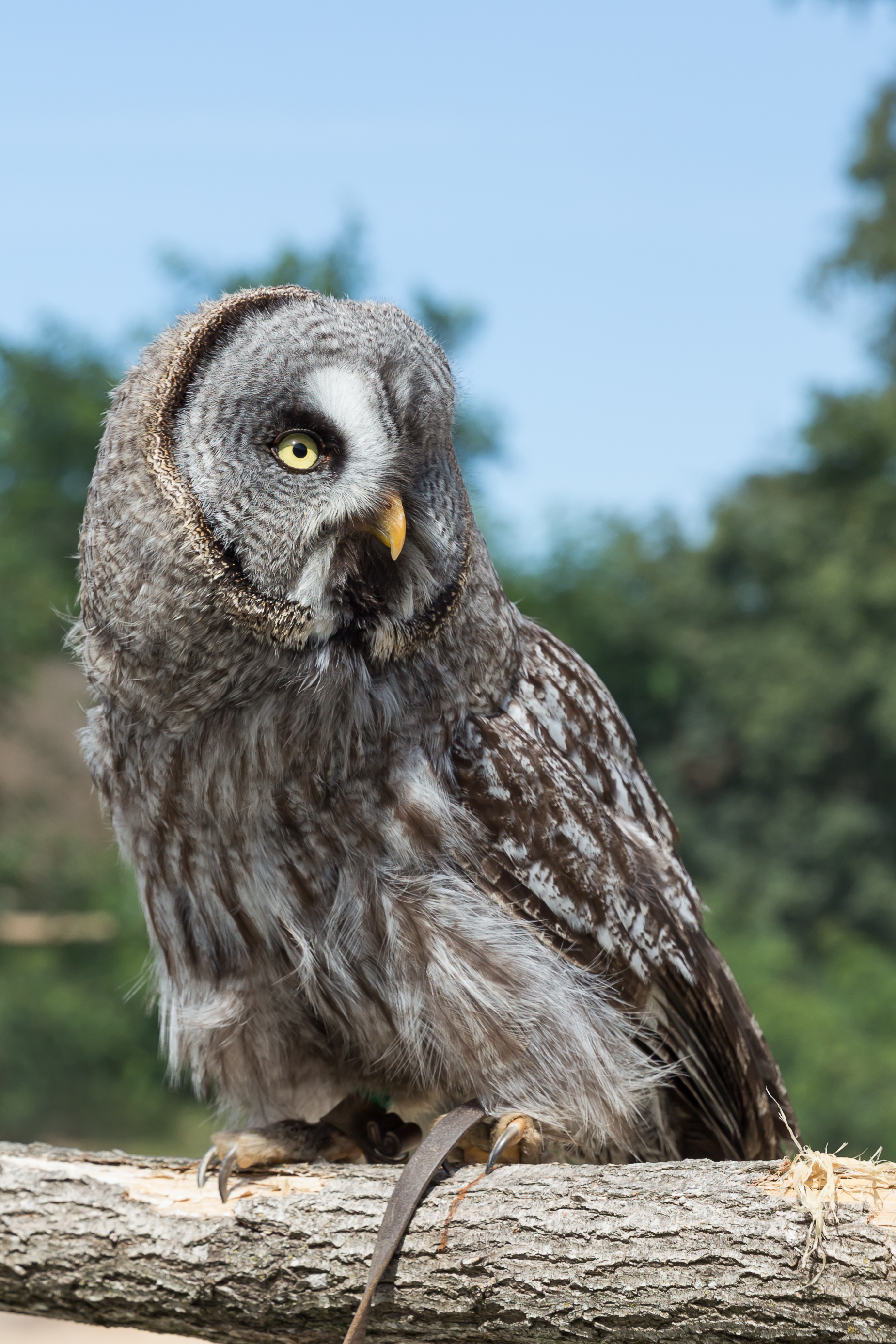

تعتبر البومة الرمادية العظمى من أكبر البوم حجمًا في العالم حيث يصل طولها إلى 76سم، ولديها رأس كبير به حلقات مترادفة من الريش المقلّم، وعادة ماتبيض في أعشاش الطيور الجارحة الأخرى المهجورة مثل أعشاش الباز المهجورة في الغابات الصنوبرية الكثيفة. تدافع البومة الرمادية العظمى بشدة عن عشها وصغارها وهي تتغذى أساسًا بفئران الحقل.